# Route départementale 838 (Essonne)
Pour les articles homonymes, voir Route départementale 838.
La route départementale 838 est une route départementale située dans le département français de l'Essonne et dont l'importance est aujourd'hui restreinte à la circulation routière locale. Son tracé essonnien reprend celui de l'ancienne route nationale 838 entre Versailles et la route nationale 20 à Angerville.

## Histoire
En 1948, la course cycliste Bordeaux-Paris emprunta cette route. Elle vit aussi passer le Tour de France 1965 et le Tour de France 1967.
La route nationale 838 fut déclassée en 1972.

## Itinéraire
La route départementale reprend le tracé essonnien de l'ancienne route nationale 838 qui menait de Versailles à la route nationale 20 à Angerville. Elle est constituée de deux sections :
- la première, sur la seule commune de Villiers-le-Bâcle : la route traverse l'extrémité de cette commune essonienne sur environ un kilomètre, entre les deux communes yvelinoises de Toussus-le-Noble et Châteaufort (Yvelines), où la même route porte la numérotation RD 938 ;

- la seconde, qui débute à la frontière entre Saint-Rémy-lès-Chevreuse et Les Molières :
  - Les Molières, elle entre par le nord du territoire, venant de Saint-Rémy-lès-Chevreuse sous la numérotation RD 938 et la dénomination Route de Limours et prend l'appellation de Rue de la Porte de Paris, à l'entrée dans le bourg, elle rencontre la route départementale 40 et devient la Grande Rue jusqu'à sa sortie de la commune.
  - Limours, elle entre par le nord et prend l'appellation de Rue de Versailles, à l'entrée du bourg, elle rencontre la route départementale 988 avec laquelle elle partage le parcours sous la dénomination de Rue d'Orsay puis Rue de Chartres, jusqu'à rencontrer la route départementale 24 et la route départementale 152. Elle se sépare de la RD 988 à la sortie du bourg et perd son appellation.
  - Forges-les-Bains, elle entre à l'extrême nord-ouest et croise la route départementale 97 pour devenir à l'entrée du hameau Le Chardonnet la Rue de l'Alouetterie, elle traverse ensuite le lieu-dit Bajolet puis passe sous l'autoroute A10 et la LGV Atlantique avant de quitter le territoire.
  - Angervilliers, elle entre dans le bourg sous l'appellation de Rue de Limours et rencontre la route départementale 132 pour devenir la Rue de Dourdan jusqu'à sa sortie du territoire.
  - Saint-Cyr-sous-Dourdan, elle entre par le nord avec la dénomination Route de Paris, traverse le bourg et rencontre dans le hameau Foisnard la route départementale 27.
  - Dourdan, elle entre par le nord sous l'appellation de Route de Liphard, puis à l'entrée dans la l'agglomération, elle devient la Rue Pierre Semard pour passer à proximité de la gare de Dourdan puis devient l' Avenue des Acacias et rencontrer la route départementale 836 avec laquelle elle partage une partie du tracé. Elles prennent l'appellation de Rue de Rambouillet et traversent la ligne Brétigny - Tours utilisée par la ligne C du RER d'Île-de-France pour devenir la Rue Potelet. Elles rencontrent ensuite la route départementale 116 et partagent son parcours sous la dénomination Voie Ouest puis Avenue d'Orléans après l'intersection avec la route départementale 5. Elles quittent vers le sud la RD 116 pour prendre l'appellation Rue du Faubourg d'Étampes et sortir du territoire.
  - Les Granges-le-Roi, elles deviennent la Rue d'Étampes et distinguent leurs tracés au niveau du Carrefour Charles de Gaulle. La RD 838 devient la Rue d'Angerville et croise la route départementale 113 avant de quitter le territoire.
  - Corbreuse, elle passe à l'extrême est du territoire sans dénomination.
  - Richarville, elle passe à l'extrême ouest sans dénomination à proximité du lieu-dit Le Bréau-Saint-Lubin.
  - Authon-la-Plaine, elle entre par le nord du territoire sans appellation puis devient la Grande Rue à l'entrée du bourg. Elle y croise la route départementale 191 et la route départementale 118 puis quitte le territoire au sud-est.
  - Saint-Escobille, elle entre au nord sous la dénomination de Route d'Angerville et rencontre à l'extrême sud la route départementale 21 avant de quitter la commune.
  - Mérobert, elle passe à l'extrémité ouest du territoire et rencontre la route départementale 141.4.
  - Oysonville, elle fait un bref passage par cette commune d'Eure-et-Loir à l'extrême ouest et y rencontre la route départementale 116.
  - Congerville-Thionville, elle passe à l'extrême sud-ouest à proximité du lieu-dit Gaudreville et rencontre la route départementale 109.
  - Pussay, elle entre par le nord-ouest sous l'appellation Route de Dourdan et rencontre la route départementale 18.
  - Angerville, elle n'a pas d'appellation à son entrée au nord et achève son trajet à l'intersection avec la route départementale 939, la route nationale 20 et la route départementale 6.

## Pour approfondir